# Maya Hawke
Pour les articles homonymes, voir Thurmann et Hawke.
Maya Hawke [ˈmaɪə hɔk] est une actrice, chanteuse et mannequin américaine, née le 8 juillet 1998 à New York. Elle est connue pour son rôle dans la série Stranger Things.
Elle est la fille de l'acteur Ethan Hawke et de l'actrice Uma Thurman.
Elle fait ses débuts à l'écran dans la mini-série Les Quatre Filles du docteur March (en), adaptation du roman du même nom de Louisa May Alcott, pour le réseau BBC, avant de rejoindre la série télévisée de science-fiction horrifique à succès Stranger Things, à partir de la troisième saison. Elle est aussi chanteuse.

## Biographie

### Enfance et formation
Maya Ray Thurman Hawke est la fille aînée des acteurs américains Ethan Hawke et Uma Thurman,. Ses parents se sont rencontrés sur le plateau du film Bienvenue à Gattaca, mariés en mai 1998 et divorcés en 2005. Elle a un petit frère, Levon, né en 2002. Elle a aussi deux demi-sœurs de la deuxième épouse de son père, Ryan Shawhughes : Clementine Jane (née en 2008) et Indiana (née en 2011). Elle a une autre demi-sœur, Altalune Luna Thurman-Busson (née en 2012), de l'ex-fiancé de sa mère, le financier Arpad Busson.
Elle souffre de dyslexie, ce qui l'a souvent obligée à changer d'école pendant ses études primaires avant d'être inscrite à la Saint Ann's School (en) de Brooklyn, qui met l'accent sur la créativité artistique. Cet environnement l'a finalement conduite à se tourner vers une carrière d'actrice.
Elle considère sa mère comme son modèle.

### Débuts précoces
Comme sa mère et sa grand-mère, Maya a commencé sa carrière de mannequin pour le réputé magazine américain Vogue. Elle a également été choisie comme égérie de la collection 2016-2017 pour la marque AllSaints.
En 2017, elle joue avec Kirsten Dunst et Rashida Jones dans une campagne publicitaire pour la gamme de sous-vêtements de Calvin Klein, dirigée par Sofia Coppola, dont elle était le premier choix pour jouer le rôle-titre de l'adaptation en Prise de vues réelles de La Petite Sirène. Cependant, les producteurs lui préfèrent la plus populaire Chloë Grace Moretz, entraînant un conflit et le retrait de Coppola pour la suite du projet qui finit par être repoussé.
Elle fréquente la prestigieuse université Juilliard School, pendant un an, avant d'être obligée d'abandonner après avoir accepté son premier rôle pour la mini-série télévisée britannique Little Women, adaptation télévisuelle du célèbre roman Les Quatre Filles du docteur March de Louisa May Alcott, pour le réseau BBC.

### Ascension (depuis 2018)
En mars 2018, Maya Hawke est annoncée dans la série télévisée fantastique Stranger Things, diffusée sur la plateforme Netflix, à partir de la troisième saison. Elle incarne Robin, une jeune fille intelligente et malicieuse, un brin bizarre qui s'ennuie dans son travail et cherche à mettre un peu de piment dans sa vie. Elle va découvrir un sombre secret qui menace la ville d'Hawkins. Ce rôle va lui ouvrir les portes du cinéma hollywoodien aux côtés de ses co-stars Millie Bobby Brown et Sadie Sink et imposer son talent d'actrice. Elle tiendra ce rôle pendant trois saisons avant que cette dernière ne prenne finalement fin en 2024. Désireuse de s'extirper du statut de nepobaby à laquelle les médias et une part du public l'associe, régulièrement, elle va tenter de se propulser au cinéma en faisant des choix audacieux dans sa filmographie. Ainsi, toujours en 2018 elle est choisie pour tenir la tête d'affiche du thriller Ladyworld qui signe ses premiers pas sur grand écran. L'année suivante, elle tient un second rôle dans la comédie Once Upon a Time… in Hollywood de Quentin Tarantino. Le film a pour têtes d'affiches des monstres sacrés du cinéma hollywoodien : Brad Pitt, Leonardo DiCaprio et l'Australienne Margot Robbie. Elle partage également quelques scènes avec Margaret Qualley. Dans ce film, elle tient le rôle d'une jeune hippie et meilleure amie du personnage incarné par Qualley. Présenté au Festival de Cannes, le film reçoit un accueil positif et se trouvera nommé pour plusieurs Goldens Globes et Oscars du cinéma Elle tourne cette même année dans le deuxième long-métrage de Gia Coppola intitulé Mainstream.
En 2022, elle tient le premier rôle dans Si tu me venges…, une comédie noire produite par Netflix, aux côtés de Camila Mendes, Sarah Michelle Gellar et Sophie Turner. Le film passe relativement inaperçu. L'année suivante elle retrouve Margot Robbie sur le plateau du film Asteroïd City la nouvelle comédie du réalisateur Wes Anderson. Elle complète une distribution prestigieuse composée aussi de Tom Hanks, Jason Schwartzman, Scarlett Johansson et Tilda Swinton. Dans ce film elle incarne une institutrice. Le film est un véritable échec pour les studios Universal malgré sa présentation au Festival de Cannes.

#### Musique
Maya Hawke sort son premier album à 22 ans, Blush, dont elle écrit et compose tous les morceaux avec l'auteur-compositeur Jesse Harris.
Deux ans plus tard, en 2022, elle sort son deuxième album intitulé Moss, qui lui permet d'entamer l'année suivante sa première tournée européenne.

## Filmographie

### Cinéma
- 2018 : Ladyworld (en) d'Amanda Kramer : Romy
- 2019 : Once Upon a Time… in Hollywood de Quentin Tarantino : Linda Kasabian
- 2019 : Human Capital (en) de Marc Meyers : Shannon
- 2020 : Mainstream de Gia Coppola : Frankie
- 2021 : Fear Street, partie 1 : 1994 (Fear Street Part 1: 1994) de Leigh Janiak : Heather Watkins
- 2022 : Si tu me venges… (Do Revenge) de Jennifer Kaytin Robinson : Eleanor
- 2023 : Asteroid City de Wes Anderson : June Douglas
- 2023 : Wildcat d'Ethan Hawke : Flannery O'Connor (également productrice déléguée)
- 2023 : The Kill Room de Nicol Paone : Grace
- 2023 : Maestro de Bradley Cooper : Jamie Bernstein
- 2024 : Vice-versa 2 (Inside Out 2) de 	Kelsey Mann : Anxiété (voix)

Prochainement
- 2024 : Billy Wilder and Me de Stephen Frears : Calista
- 2026: Hunger Games : Lever de soleil sur la moisson de Francis Lawrence: Wiress

### Télévision

#### Séries télévisées
- 2017 : Les Quatre Filles du docteur March (en) (Little Women) : Jo March
- depuis 2019 : Stranger Things : Robin Buckley
- 2020 : The Good Lord Bird : Annie Brown

## Discographie

### Albums
- 2020 : Blush
- 2022 : Moss
- 2024 : Chaos Angel

### Singles
- 2019 : To Love a Boy / Stay Open
- 2021 : Blue Hippo

## Distinctions

### Nominations
- 26e cérémonie des Screen Actors Guild Awards 2020 : Meilleure distribution pour une série dramatique pour Stranger Things (2016-) partagée avec Millie Bobby Brown, Cara Buono, Jake Busey, Natalia Dyer, Cary Elwes, Priah Ferguson, Brett Gelman, David Harbour, Sadie Sink, Charlie Heaton, Andrey Ivchenko, Joe Keery, Gaten Matarazzo, Caleb McLaughlin, Dacre Montgomery, Michael Park, Francesca Reale, Winona Ryder, Noah Schnapp et Finn Wolfhard.
- 2022 : Hollywood Critics Association Television Awards de la meilleure actrice dans un second rôle dans une série télévisée dramatique pour Stranger Things (2016-) pour le rôle de Robin Buckley.
- 2023 : MTV Movie + TV Awards du meilleur duo dans une comédie pour Si tu me venges… (2022) partagée avec Camila Mendes.

### Récompense
- 2019 : Hunter Mountain Film Festival de la meilleure actrice dans un court-métrage dramatqiue pour As They Slept (2019).
- 45e cérémonie des Saturn Awards 2019 : Meilleure actrice dans un second rôle d'un programme en streaming dans une série télévisée dramatique pour Stranger Things (2016-) pour le rôle de Robin Buckley.
- 2019 : Women's Image Network Awards de la meilleure actrice dans une mini-série où un téléfilm pour Les Quatre Filles du docteur March (en) (Little Women) (2017).